# 莜蕨
莜蕨（学名：Oleandra wallichii）为莜蕨科条蕨属下的一个种。